# مارتن فيدور
مارتن فيدور هو سياسي سلوفاكي، ولد في 4 مارس 1974 في بوفاجسكا بيستريتسا في سلوفاكيا. نشط حزبياً في الاتحاد السلوفاكي الديمقراطي والمسيحي - الحزب الديمقراطي ‏. وقد انتخب وزير.